# Ahe (Ruppichteroth)
Ahe ist ein Ortsteil der Gemeinde Ruppichteroth. 

## Geographie
Das Dorf liegt in einer Höhe von 160 m ü. NHN  im Bröltal. Nachbarorte sind Harth im Osten, Kammerich im Süden und Herrenbröl im Westen. Durch Ahe führt die Bundesstraße 478.

## Geschichte
1809 hatte Ahe 31 katholische und 21 lutherische Einwohner.
1901 hatte der Weiler 80 Einwohner. Verzeichnet waren die Haushalte Schmied Wilhelm Blasius, Ackerer Peter Goebel, Ackerer Peter Heidgen, Wirt und Kleinhändler P. W. Heuser, Ackerer Joh. Hohn, Ackerer W. M. Kreutzer, Schlosser und Wirt Joh. Löbach, Ackerer Wilhelm Ludwig, Schuster Christian Mertens, Hausierer Peter Müller, Schuster P. A. Ottersbach, Korbmacher Heinrich Otto, Stellmacher Heinrich Schmidt und Ackerer Joh. Bertram Thiebus.
1910 waren für Ahe die Haushalte Schmied Wilhelm Blasius, Ackerer Johann Heuser, Wirt Peter Wilhelm Heuser, Ackerer Johann Hohn, Bremser Johann Hohn, Tagelöhner Hubert Honscheid, Ackerer und Desinfektor Martin Kreuzer, Tagelöhner Wilhelm Löbach, Briefträger Wilhelm Ludwig, Schuster Christian Merten, Hausierer Peter Müller, Schuster Anton Ottersbach, Korbmacher Heinrich Otto, Stellmacher Heinrich Schmidt und Tagelöhner Karl Stommel verzeichnet.
Bis 1954 fuhr die Bröltalbahn durch den Ort.
Am 23. September 1955 wurden vier Häuser im Ortskern zerstört, als ein belgisches Militärflugzeug nach einer Kollision mit einem Lkw bei einem Tiefflug dort zu Boden ging. Der Pilot kam ums Leben, eine Ortsbewohnerin wurde verletzt.